# Склеродерриоз
Склеродерриоз, или побеговый рак, — заболевание хвойных пород деревьев.

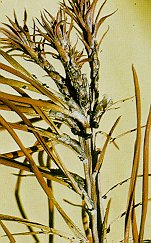

Представляет опасность для лесных питомников и молодняков хвойных пород естественного и искусственного происхождения вплоть до 20-летнего возраста. В результате развития болезни растения погибают, или у них отмирают верхние части. Во взрослых насаждениях болезнь может поразить нижние ветви кроны. Развитию болезни способствует влажная и умеренно тёплая погода. Заражение здоровых растений осуществляется конидиями и аскоспорами, которые разносятся ветром, каплями дождя.

## Возбудитель
Гриб Scleroderris lagerbergii Gremm. (синонимы: Crumenula abietina Lagerb., Gremmeniella abietina (Lagerb.) Morelet). Анаморфа: Brunchorstia destruens Eriks. (синоним: Brunchorstia pinea (Karst.) Hohn.).

## Растение-хозяин
Сосна обыкновенная (Pinus sylvestris), сосна кедровая сибирская (Pinus sibirica), сосна кедровая стланиковая (Pinus pumila), сосна пицундская (Pinus pityusa), ряд сосен-интродуцентов (Pinus nigra и другие), лиственница сибирская (Larix sibirica), пихта сахалинская (Abies sachalinensis).

## Распространение
В Европе (Прибалтика, Белоруссия, Украина, Грузия, Швеция, Норвегия, Финляндия, Германия, Польша, Австрия) на Pinus nigra, Pinus sylvestris, Pinus cembra, Picea abies; Северной Америке и Канаде (Мичиган, Онтарио, Висконсин) на Pinus banksiana, Pinus resinosa, Pinus sylvestris, а также в Японии.
В России: Республика Карелия, Республика Коми, Республика Марий Эл, Республика Татарстан, Краснодарский край, Красноярский край, Ульяновская, Томская, Воронежская, Тверская, Архангельская, Ленинградская, Вологодской, Московская и Мурманская, Сахалинская области.

## Признаки болезни
Для 2—3-летних саженцев характерным диагностическим признаком поражения является повисшая возле верхушечной почки хвоя в виде зонтика. Хвоя легко осыпается при прикосновении. Сначала она жёлто-зелёная
(обычно в течение нескольких дней после схода снега), затем красновато-бурая. Заболевание распространяется по растению сверху вниз, вызывая отмирание не только почек и хвои, но и камбия.
У хвойных пород старше 4—5 лет, сформировавших чётко выраженный стволик, хвоя повисшая, верхушечные побеги деформированы, с изогнутой хвоей. Растения с диаметром стволика менее 1 см в результате поражения чаще всего отмирают полностью. У растений с диаметром ствола более 1 см болезнь проявляется в виде пятен мёртвой коры или опоясывающего некроза с последующим образованием раковых язв при многолетнем развитии болезни.

## Фитосанитарный контроль
Рекомендуется использовать для посева семена местного происхождения и фунгициды системного действия.